# Турема
Турема, тюрема — разновидность шведских парусно-гребных кораблей, принадлежащих к шхерному флоту конца XVIII века.

## Описание
Появление турем в составе шведских военно-морских сил датировано 1760-м годом, их создателем стал главный конструктор шведского ВМФ Ф. Чапман. По его задумке туремы должны были быть плоскодонными и нести на себе не классические галерные паруса, а парусное вооружение шхуны.
Конструкционно шведская турема была подобна шебеке или фрегату, она могла передвигаться на вёслах в штиль или выходить под парусами в открытое море. Парусное вооружение размещалось на трёх мачтах, количество вёсел составляло 14 — 18 пар, каждое обслуживалось двумя гребцами. Полная длина корпуса достигала 37 метров, ширина — 9 метров, осадка при полной загрузке 3 — 3,4 метра, экипаж 250—275 человек. Артиллерийское вооружение на палубе составляло два десятка 12-ти фунтовых орудий по бортам, два таких же орудия в носу и несколько 3-х фунтовых фальконетов.
По признанию самого Чапмана эта конструкция проявила себя не очень удачно — из-за небольшой осадки мореходность под парусами оказалась недостаточной, а из-за большой массы и ширины показатели подвижности при ходе на вёслах тоже были неудовлетворительными. В дополнение к этому, большое количество тяжёлого вооружения не оставляло на борту достаточно места для работы гребцов.